# Mesolecanium ferum
Mesolecanium ferum är en insektsart som beskrevs av Hempel 1920. Mesolecanium ferum ingår i släktet Mesolecanium och familjen skålsköldlöss. Inga underarter finns listade i Catalogue of Life.